# Anna Pawlowna Barykowa

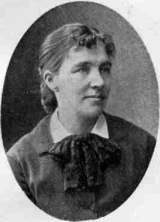
Anna Pawlowna Barykowa

Anna Pawlowna Barykowa, geboren Kamenskaja, (russisch Анна Павловна Барыкова, урожд. Каменская; * 22. Dezember 1839jul. / 3. Januar 1840greg. in St. Petersburg; † 31. Maijul. / 12. Juni 1893greg. in Rostow am Don) war eine russische Dichterin und Übersetzerin.

## Leben
Barykowa war die Tochter des Dramatikers und Kunstkritikers Pawel Kamenski und der Schriftstellerin Marija Kamenskaja geborene Gräfin Tolstaja und Enkelin des Bildhauers Fjodor Tolstoi. Bis zum Alter von 10 Jahren erhielt sie eine häusliche Erziehung unter der Leitung ihres Vaters und einer Gouvernante. Dann besuchte sie das St. Petersburger Katharina-Institut für adlige Mädchen mit Abschluss 1856 mit der Großen Silbermedaille.
Im Februar 1857 heiratete Barykowa den Artillerie-Offizier  Nikolai Nikolajewitsch Karlinski. Sie bekamen die Kinder Nikolai, der Architekt wurde, und Tatjana. Die Eltern trennten sich 1861.
In 2. Ehe heiratete Barykowa 1862 den Grundherrn und Rechtsanwalt Sergej Lawrentjewitsch Barykow aus dem Gouvernement Tula (Bruder des späteren Senators Fjodor Barykow). Sie lebte seitdem in Rostow am Don. Sie bekamen die Töchter Sofija, die den Tabakfabrikanten und Mäzen Wladimir Iwanowitsch Asmolow heiratete, und Marija, die den Grundherrn und Unternehmer Nikolai Glebow heiratete und Mutter der Malerin Tatjana Glebowa, der Dichterin A. N. Michailowskaja und der Malerin L. N. Glebowa wurde.
Gedichte hatte Barykowa bereits im Katharina-Institut geschrieben. Ihr erstes für die Veröffentlichung vorbereitete Gedicht wurde von der Zensur verboten. In den 1870er Jahren begann sie ihre Gedichte und Übersetzungen von Werken Victor Hugos, Pierre-Jean de Bérangers, Johann Wolfgang von Goethes, Heinrich Heines, Percy Bysshe Shelleys, Henry Wadsworth Longfellows u. a. im Sewerny Westnik, Russkoje Bogatstwo und in anderen Zeitschriften zu veröffentlichen. In den Otetschestwennyje Sapiski trat sie 1877 mit Gedichten hervor. Ihr erstes Buch mit Gedichten ließ sie 1878 in Pjatigorsk drucken und verschenkte Exemplare an Bekannte.
Barykowas Lyrik war von der Poesie Nikolai Nekrassows beeinflusst. Die Helden ihrer Gedichte waren unglückliche und ausgestoßene arme Leute, gefallene Frauen und verlassene Kinder. Auch schrieb sie Epigramme, politische Satiren und Prosa-Werke.
Barykowa beteiligte sich an den Aktivitäten der Narodnaja Wolja, deren illegale Treffen in ihrer Wohnung stattfanden. Ihr in Versen geschriebenes Märchen vom Zaren Archejan, der sich bei Gott beklagte, wurde von der Narodnaja Wolja 1883 in St. Petersburg anonym veröffentlicht. Es folgten weitere Ausgaben in Russland, in Paris, Genf (1896, 1901), London (1902) und Berlin (1903). Lange wurde die Autorschaft Kosma Prutkow, Alexei Tolstoi oder Pjotr Jakubowitsch zugeschrieben. Die erste legale Ausgabe mit ihrem Namen erschien nach der Februarrevolution 1917 in Petrograd, und später gab es immer wieder Neuauflagen.
Im Oktober 1884 wurde Barykowa verhaftet und im November 1884 gegen Kaution freigelassen. Aufgrund der bei dem Narodnaja-Wolja-Anführer German Lopatin gefundenen Aufzeichnungen wurde sie in die Ermittlungen der St. Petersburger Polizei einbezogen. Im April 1887 wurden mit Zustimmung des Innenministers und des Justizministers die Ermittlungen gegen sie eingestellt. Sie nahm nun Abstand von der revolutionären Bewegung.
Ab 1888 war Barykowa mit Wladimir Tschertkow befreundet. Sie wechselte Briefe mit ihm, beteiligte sich an der Arbeit seines Verlags und interessierte sich für die Lehren Lew Tolstois. Sie wurde Vegetarierin und prägte den Spruch: „Ich esse niemanden!“
Barykowa starb am 12. Juni 1893 in Rostow am Don an der Schwindsucht.